# Aculifera
Aculifera е таксономичен подтип или еволюционен клон на мекотелите. В по-стари класификации са наричани Страничнонервни (Amphineura)
Молекулните изследвания покачват, че Aculifera се отделя като клон преди около 488 млн. години в края на камбрий или началото на ордовик.
Характеризират се с кръгло или плоко тяло, запазени признаци на метамерност, нервната система се състои от четири нервни ствола и липсата на раковина.